# Liga LEB 2001-02
La edición 2001-02 de la liga LEB fue la sexta edición de la máxima categoría de la Liga Española de Baloncesto. 

## Clasificación temporada regular
| #  | Equipos                    | J  | G  | P  | PF   | PC   | Ascenso y descenso              |
| -- | -------------------------- | -- | -- | -- | ---- | ---- | ------------------------------- |
| 1  | Minorisa.net Manresa       | 30 | 26 | 4  | 2542 | 2247 | Playoffs de ascenso a la ACB    |
| 2  | Club Ourense Baloncesto    | 30 | 25 | 5  | 2473 | 2240 | Playoffs de ascenso a la ACB    |
| 3  | CB Lucentum Alicante       | 30 | 20 | 10 | 2497 | 2310 | Playoffs de ascenso a la ACB    |
| 4  | Tenerife Baloncesto        | 30 | 20 | 10 | 2399 | 2243 | Playoffs de ascenso a la ACB    |
| 5  | León Caja España           | 30 | 18 | 12 | 2663 | 2565 | Playoffs de ascenso a la ACB    |
| 6  | CB Ciudad de Huelva        | 30 | 16 | 14 | 2325 | 2275 | Playoffs de ascenso a la ACB    |
| 7  | Melilla Baloncesto         | 30 | 15 | 15 | 2356 | 2396 | Playoffs de ascenso a la ACB    |
| 8  | Etosa Murcia               | 30 | 14 | 16 | 2284 | 2300 | Playoffs de ascenso a la ACB    |
| 9  | CD Universidad Complutense | 30 | 14 | 16 | 2446 | 2413 |                                 |
| 10 | CB Los Barrios             | 30 | 14 | 16 | 2398 | 2425 |                                 |
| 11 | Coinga Menorca             | 30 | 12 | 18 | 2624 | 2755 |                                 |
| 12 | Drac Inca                  | 30 | 10 | 20 | 2227 | 2390 |                                 |
| 13 | Ulla Oil Rosalía           | 30 | 10 | 20 | 2288 | 2376 | Playoffs de descenso a la LEB 2 |
| 14 | Cajasur Córdoba            | 30 | 9  | 21 | 2391 | 2583 | Playoffs de descenso a la LEB 2 |
| 15 | Sondeos del Norte          | 30 | 9  | 21 | 2168 | 2367 | Playoffs de descenso a la LEB 2 |
| 16 | Llobregat Centre Cornellà  | 30 | 8  | 22 | 2314 | 2510 | Playoffs de descenso a la LEB 2 |

## Playoffs de ascenso
Los ganadores de las dos semifinales ascendieron a la Liga ACB.
|  | Cuartos | Cuartos             | Cuartos |                     |       | Semifinales        | Semifinales | Semifinales |  |   | Finales          | Finales | Finales |  |
|  |         |                     |         |                     |       |                    |             |             |  |   |                  |         |         |  |
|  |         |                     |         |                     |       |                    |             |             |  |   |                  |         |         |  |
|  | 1       | Minorisa Manresa    | 3       |                     |       |                    |             |             |  |   |                  |         |         |  |
|  | 1       | Minorisa Manresa    | 3       |                     |       |                    |             |             |  |   |                  |         |         |  |
|  | 8       | Etosa Murcia        | 1       |                     |       |                    |             |             |  |   |                  |         |         |  |
|  | 8       | Etosa Murcia        | 1       |                     | 1     | Minorisa Manresa   | 3           |             |  |   |                  |         |         |  |
|  |         |                     |         |                     | 1     | Minorisa Manresa   | 3           |             |  |   |                  |         |         |  |
|  |         |                     | 4       | Tenerife Baloncesto | 2     |                    |             |             |  |   |                  |         |         |  |
|  | 4       | Tenerife Baloncesto | 4       | Tenerife Baloncesto | 2     | 3                  |             |             |  |   |                  |         |         |  |
|  | 4       | Tenerife Baloncesto |         |                     |       |                    |             |             |  |   |                  |         |         |  |
|  | 5       | León Caja España    | 2       |                     |       |                    |             |             |  |   |                  |         |         |  |
|  | 5       | León Caja España    | 2       |                     |       |                    |             |             |  | 1 | Minorisa Manresa | 82+85   |         |  |
|  |         |                     |         |                     |       |                    |             |             |  | 1 | Minorisa Manresa | 82+85   |         |  |
|  |         |                     | 2       | Lucentum Alicante   | 89+85 |                    |             |             |  |   |                  |         |         |  |
|  | 2       | Ourense Baloncesto  | 2       | Lucentum Alicante   | 89+85 | 3                  |             |             |  |   |                  |         |         |  |
|  | 2       | Ourense Baloncesto  |         |                     |       |                    |             |             |  |   |                  |         |         |  |
|  | 7       | Melilla Baloncesto  | 2       |                     |       |                    |             |             |  |   |                  |         |         |  |
|  | 7       | Melilla Baloncesto  | 2       |                     | 2     | Ourense Baloncesto | 0           |             |  |   |                  |         |         |  |
|  |         |                     |         |                     | 2     | Ourense Baloncesto | 0           |             |  |   |                  |         |         |  |
|  |         |                     | 3       | Lucentum Alicante   | 3     |                    |             |             |  |   |                  |         |         |  |
|  | 3       | Lucentum Alicante   | 3       | Lucentum Alicante   | 3     | 3                  |             |             |  |   |                  |         |         |  |
|  | 3       | Lucentum Alicante   |         |                     |       |                    |             |             |  |   |                  |         |         |  |
|  | 6       | CB Ciudad de Huelva | 2       |                     |       |                    |             |             |  |   |                  |         |         |  |
|  | 6       | CB Ciudad de Huelva | 2       |                     |       |                    |             |             |  |   |                  |         |         |  |
|  |         |                     |         |                     |       |                    |             |             |  |   |                  |         |         |  |

## Playoffs de descenso
|  | 13 | Ulla Oil Rosalía | 3 |  |
|  | 13 | Ulla Oil Rosalía | 3 |  |
|  | 16 | Llobregat Centre | 0 |  |
|  | 16 | Llobregat Centre | 0 |  |

|  | 14 | Cajasur           | 1 |  |
|  | 14 | Cajasur           | 1 |  |
|  | 15 | Sondeos del Norte | 3 |  |
|  | 15 | Sondeos del Norte | 3 |  |

Cajasur y Llobregat Centre, descendieron a la LEB-2.

## Cobertura televisiva
- TVE2
- Teledeporte